# Echeveria chiclensis
Echeveria chiclensis ist eine Pflanzenart aus der Gattung der Echeverien (Echeveria) in der Familie der Dickblattgewächse (Crassulaceae).

## Beschreibung
Echeveria chiclensis bildet dicke und spindelig geformte Wurzeln aus. Die Pflanzen wachsen mit verzweigten Trieben, die eine Länge von bis zu 5 Zentimeter erreichen. Die aufsteigenden und lanzettlich bis schmal länglich verkehrt lanzettlichen Blätter sind spitz zulaufend und werden 5 bis 15 Zentimeter lang und 1 bis 2,5 Zentimeter breit. Die spitzen Blätter sind auf der Oberseite tief konkav geformt, kahl und grün gefärbt.
Der aus Trauben gebildete Blütenstand ist im unteren Teil manchmal zwei- bis dreiästig ausgebildet und wird 30 Zentimeter lang oder länger. Der Blütenstiel wird etwa 7 Millimeter lang. Die Kelchblätter sind aufsteigend ausgebildet. Die Blütenkrone wird 10, manchmal auch bis 20 Millimeter lang und ist gelblich rosa gefärbt. Die Chromosomenzahl beträgt etwa 120.

## Verbreitung und Systematik
Echeveria chiclensis ist in Peru in den Regionen Junín, Huánuco und Lima verbreitet.
Die Erstbeschreibung erfolgte 1887 als Cotyledon chiclensis durch John Ball. Alwin Berger stellte die Art 1930 in die Gattung Echeveria. Es existieren folgende Synonyme: Cotyledon chiclensis Ball und Echeveria neglecta von Poellnitz.
Es werden folgende Varietäten unterschieden:
- Echeveria chiclensis var. chiclensis
- Echeveria chiclensis var. backebergii (von Poellnitz) Pino; im Unterschied zur Stammvarietät bilden diese Pflanzen dichte und auffallend lang-papillöse Blätter und Blütenstände aus. Die Blütenkrone ist kahl. Die Pflanzen sind in der Region Lima in der Nähe von Matucana verbreitet. Synonyme sind Echeveria backebergii von Poellnitz und Echeveria chiclensis f. backebergii (von Poellnitz) Kimnach.

## Nachweise